# SMILY/ビー玉
「SMILY/ビー玉」（スマイリー/びーだま）は、大塚愛の8枚目のシングルで初の両A面シングル。2005年5月11日にavex traxよりリリースされた。DVD付きも同時発売。

## 解説
- ジャケットは黄色のバックに黒マジックで簡単に顔を描いたイラストであり、本人が登場していない（歌詞カードには登場）。

- 自身初のシングル1位の曲となった[1]。2010年現在、「さくらんぼ」「プラネタリウム」に次ぐ自身3番目のヒット作であり、初動売り上げでは自己最高を記録している。
- カップリング曲が収録されていないシングルは自身初。

## 収録曲
（全作詞・作曲：愛／編曲：愛×Ikoman）

### CD
1. SMILY (03:33)
ライオン「Ban パウダースプレー」CMソング。なお、正式なスペルは「SMILEY」であるが、「SMILY」としたのは大塚の意図によるものであり、ミスではない。
3rdオリジナルアルバム『LOVE COOK』の4曲目、1stベストアルバム『愛 am BEST』の9曲目に収録。
PVはサイパンのマニャガハ島で撮影された。
『FNS27時間テレビ!! みんな笑顔のひょうきん夢列島!!』で、CM前のジングル音にサビの冒頭部が使用された。（一部時間帯のみ）
2. ビー玉 (04:06)
ライオン「植物物語　ハーブブレンド」CMソング。行者還トンネルテーマソングでもある。
間奏の語り部分は逆再生することで意味不明な歌詞が日本語として聞き取ることができる。
3rdオリジナルアルバム『LOVE COOK』の3曲目、1stベストアルバム『愛 am BEST』の10曲目に収録。
3. SMILY (Instrumental) (03:33)
4. ビー玉 (Instrumental) (04:03)

### DVD
1. SMILY (Music Clip)

## 収録アルバム
- 『LOVE COOK』（#1、#2）
- 『愛 am BEST』（#1、#2）